# Diascorhynchidae
Diascorhynchidae är en familj av plattmaskar. Diascorhynchidae ingår i ordningen Kalyptorhynchia, klassen Rhabdocoela, fylumet plattmaskar och riket djur.
Familjen innehåller bara släktet Diascorhynchus.